# Gert Lütgert
Gert Lütgert (* 27. November 1939 in Frankfurt am Main; † 8. Oktober 2016 ebenda) war ein hessischer Politiker (SPD) und ehemaliger Abgeordneter des Hessischen Landtags.

## Ausbildung und Beruf
Nach dem Abschluss der Realschule machte Lütgert eine Ausbildung im öffentlichen Dienst. In den Jahren 1963 bis 1976 war er Gewerkschaftssekretär beim Vorstand der IG Metall in Frankfurt am Main.

## Politik
Seit 1957 war Lütgert Mitglied der SPD. 1968 bis 1972 war er Bezirksvorsitzender der Jusos Hessen-Süd und seit 1969 auch Mitglied des SPD-Vorstandes Hessen-Süd.
Am 1. Dezember 1970 wurde er Mitglied des Hessischen Landtags. Er blieb dort insgesamt sieben Wahlperioden, bis er am 4. April 1995 ausschied. In den Jahren 1983, 1987 und 1991 war er direkt gewählter Abgeordneter des Wahlkreises Lahn-Dill I. Zeitweise war Lütgert Mitglied des Vorstands der SPD-Fraktion im Hessischen Landtag. In der Fraktion war er von 1974 bis 1995 medienpolitischer Sprecher.
In den Jahren 1991 bis 1995 war er Vorsitzender des Hauptausschusses des Hessischen Landtags.
In den Jahren 1974, 1979 und 1984 war Lütgert Mitglied der Bundesversammlung.

## Sonstige Ämter
Lütgert war Mitglied des Rundfunkrates des Hessischen Rundfunks und gehörte dessen Verwaltungsrat an.

## Auszeichnungen
- Bundesverdienstkreuz am Bande (1984)
- Bundesverdienstkreuz 1. Klasse (1990)